# Томаш Сікора
Томаш Вацлав Сікора (пол. Tomasz Wacław Sikora; 21 грудня 1973 року, Водзіслав-Шльонський, Польща) — польський біатлоніст. Чемпіон світу, срібний призер Олімпіади в Турині, шестиразовий чемпіон Європи з біатлону.